# Discografia de Ice Cube
Esta é a discografia do rapper norte americano Ice Cube. Esta discografia inclui todos os seus álbuns, incluindo suas colaborações com N.W.A e Westside Connection.

## Álbuns

### Álbuns de estúdio
| Ano  | Detalhes do álbum                                                                                                 | Maiores posições nas paradas | Maiores posições nas paradas | Maiores posições nas paradas | Maiores posições nas paradas | Maiores posições nas paradas | Maiores posições nas paradas | Maiores posições nas paradas | Maiores posições nas paradas | Maiores posições nas paradas | Maiores posições nas paradas | Vendas           | Certificações                 |
| Ano  | Detalhes do álbum                                                                                                 | EUA                          | EUA R&B                      | AUS                          | BEL                          | CAN                          | CHE                          | FRA                          | NLD                          | NZL                          | UK                           | Vendas           | Certificações                 |
| ---- | --- | ---------------------------- | ---------------------------- | ---------------------------- | ---------------------------- | ---------------------------- | ---------------------------- | ---------------------------- | ---------------------------- | ---------------------------- | ---------------------------- | ---------------- | ----------------------------- |
| 1990 | AmeriKKKa's Most Wanted - Lançado: 16 de Maio de 1990 - Gravadora: Priority - Formato: CD, CS, LP                 | 19                           | 6                            | —                            | —                            | —                            | —                            | —                            | —                            | —                            | 48                           | - EUA: 749,540   | - US: Platina                 |
| 1991 | Death Certificate - Lançado: 29 de Outubro de 1991 - Gravadora: Priority - Formato: CD, CS, LP                    | 2                            | 1                            | —                            | —                            | —                            | —                            | —                            | —                            | —                            | —                            | - EUA: 1,631,341 | - EUA: Platina                |
| 1992 | The Predator - Lançado: 17 de Novembro de 1992 - Gravadora: Priority - Formato: CD, CS, LP                        | 1                            | 1                            | —                            | —                            | 61                           | —                            | —                            | 56                           | —                            | 73                           | - EUA: 2,237,124 | - EUA: 2× Platina - UK: Prata |
| 1993 | Lethal Injection - Lançado: 7 de Dezembro de 1993 - Gravadora: Priority - Formato: CD, CS, LP                     | 5                            | 1                            | 49                           | —                            | —                            | —                            | —                            | 89                           | —                            | 52                           | - EUA: 1,851,835 | - EUA: Platina                |
| 1998 | War & Peace Vol. 1 (The War Disc) - Lançado: 17 de Novembro de 1998 - Gravadora: Priority - Formato: CD, CS, LP   | 7                            | 2                            | —                            | —                            | 13                           | —                            | —                            | —                            | —                            | 141                          | - EUA: 1,043,268 | - EUA: Platina - CAN: Ouro    |
| 2000 | War & Peace Vol. 2 (The Peace Disc) - Lançado: 21 de Março de 2000 - Gravadora: Priority - Formato: CD, CS, LP    | 3                            | 1                            | 24                           | —                            | 7                            | —                            | —                            | 42                           | —                            | 56                           | - EUA: 986,424   | - EUA: Ouro - CAN: Ouro       |
| 2006 | Laugh Now, Cry Later - Lançado: 6 de Junho de 2006 - Gravadora: Lench Mob - Formato: CD                           | 4                            | 2                            | 46                           | —                            | 9                            | 63                           | 129                          | —                            | 22                           | 152                          | - EUA: 552,000   | - EUA: Ouro - CAN: Ouro       |
| 2008 | Raw Footage - Lançado: 19 de Agosto de 2008 - Gravadora: Lench Mob - Formato: CD                                  | 5                            | 1                            | —                            | 96                           | 14                           | 53                           | —                            | —                            | —                            | —                            | - EUA: 164,191   |                               |
| 2010 | I Am the West - Lançado: 28 de Setembro de 2010 - Gravadora: Lench Mob - Formato: CD                              | 22                           | 7                            | —                            | —                            | 51                           | —                            | 200                          | —                            | —                            | —                            | - EUA: 80,062    |                               |
| 2018 | Everythang's Corrupt - Lançado: 7 de Dezembro de 2018 - Gravadora: Lench Mob - Formato: CD, LP e download digital | 62                           | 27                           | 56                           | 127                          | 39                           | 63                           | —                            | 85                           | —                            | —                            | - EUA: 8,000     |                               |

### EPs
| Ano  | Detalhes do EP                                                                         | Maiores posições nas paradas | Maiores posições nas paradas | Maiores posições nas paradas | Vendas         | Certificação   |
| Ano  | Detalhes do EP                                                                         | EUA                          | EUA R&B                      | UK                           | Vendas         | Certificação   |
| ---- | -------------------------------------------------------------------------------------- | ---------------------------- | ---------------------------- | ---------------------------- | -------------- | -------------- |
| 1990 | Kill at Will - Lançado: 1 de Julho de 1990 - Gravadora: Priority - Formato: CD, CS, LP | 34                           | 5                            | 66                           | - EUA: 704,296 | - EUA: Platina |

### Compilações
| 1994                                         | Bootlegs & B-Sides - Lançado: 22 de Novembro de 1994 - Gravadora: Priority - Formato: CD, CS, LP | 19     | 3   | —  | 108                   | - EUA: 818,409  | - EUA: Ouro                          |       |
| 1997                                         | Featuring...Ice Cube - Lançado: 16 de Dezembro de 1997 - Formato: CD, CS - Gravadora: Priority   | 116    | 32  | —  | —                     |                 |                                      |       |
| 2001                                         | Greatest Hits - Lançado: 4 de Dezembro de 2001 - Gravadora: Priority - Formato: CD, CS, LP       | 54     | 11  | 6  | 105 - EUA: 11,000,000 | - EUA: Diamante | Certificações                        | Álbum |
| US                                           | US R&B                                                                                           | US Rap | UK  |    |                       |                 | Certificações                        | Álbum |
| 1990                                         | "Who's the Mack?"                                                                                | —      | —   | —  | —                     |                 | AmeriKKKa's Most Wanted              |       |
| 1990                                         | "AmeriKKKa's Most Wanted"                                                                        | —      | —   | 1  | —                     |                 | AmeriKKKa's Most Wanted              |       |
| 1990                                         | "Endangered Species (Tales from the Darkside)" (featuring Chuck D)                               | —      | —   | —  | —                     |                 | AmeriKKKa's Most Wanted              |       |
| 1990                                         | "Dead Homiez"                                                                                    | —      | —   | —  | —                     |                 | Kill at Will                         |       |
| 1990                                         | "Jackin' for Beats"                                                                              | —      | —   | —  | —                     |                 | Kill at Will                         |       |
| 1991                                         | "Steady Mobbin'"                                                                                 | —      | 30  | 3  | —                     |                 | Death Certificate                    |       |
| 1992                                         | "True to the Game"                                                                               | —      | 109 | —  | —                     |                 | Death Certificate                    |       |
| 1992                                         | "Wicked"                                                                                         | 55     | 31  | 1  | 62                    | - EUA: Ouro     | The Predator                         |       |
| 1993                                         | "It Was a Good Day"                                                                              | 15     | 7   | 1  | 27                    | - EUA: Ouro     | The Predator                         |       |
| 1993                                         | "Check Yo Self" (featuring Das EFX)                                                              | 20     | 1   | 1  | 36                    | - EUA: Platina  | The Predator                         |       |
| 1993                                         | "Really Doe"                                                                                     | 54     | 30  | 3  | 66                    |                 | Lethal Injection                     |       |
| 1994                                         | "You Know How We Do It"                                                                          | 30     | 21  | 5  | 41                    |                 | Lethal Injection                     |       |
| 1994                                         | "Bop Gun (One Nation)" (featuring George Clinton)                                                | 23     | 37  | 6  | 22                    | - EUA: Ouro     | Lethal Injection                     |       |
| 1994                                         | "Natural Born Killaz" (with. Dr. Dre)                                                            | 95     | —   | —  | 45                    |                 | Murder Was the Case OST              |       |
| 1995                                         | "What Can I Do?" (Airplay-Only single)                                                           | —      | 44  | —  | —                     |                 | Bootlegs & B-Sides                   |       |
| 1995                                         | "Friday" (Airplay-Only single)                                                                   | —      | 71  | —  | —                     |                 | Friday OST                           |       |
| 1997                                         | "The World Is Mine"                                                                              | 107    | 55  | 39 | 60                    |                 | Dangerous Ground                     |       |
| 1997                                         | "Men of Steel" (with. Shaquille O'Neal, B-Real, Peter Gunz, & KRS-One)                           | 82     | 53  | 10 | —                     |                 | Steel OST                            |       |
| 1998                                         | "We Be Clubbin'" (Airplay-Only Single)                                                           | 56     | 11  | —  | —                     |                 | The Players Club OST                 |       |
| 1998                                         | "Pushin' Weight" (featuring Mr. Short Khop)                                                      | 26     | 12  | 1  | —                     | - EUA: Ouro     | War & Peace, Vol. 1 (The War Disc)   |       |
| 1998                                         | "Fuck Dying" (featuring Korn)                                                                    | —      | —   | —  | —                     |                 | War & Peace, Vol. 1 (The War Disc)   |       |
| 1999                                         | "You Can Do It" (featuring Mack 10 & Ms. Toi)                                                    | 35     | 14  | 2  | 2                     |                 | War & Peace, Vol. 2 (The Peace Disc) |       |
| 2000                                         | "Hello" (featuring Dr. Dre & MC Ren)                                                             | —      | 50  | —  | —                     |                 | War & Peace, Vol. 2 (The Peace Disc) |       |
| 2000                                         | "Until We Rich" (featuring Krayzie Bone)                                                         | —      | 50  | —  | —                     |                 | War & Peace, Vol. 2 (The Peace Disc) |       |
| 2001                                         | "$100 Bill Y'all"                                                                                | —      | 67  | —  | —                     |                 | Greatest Hits                        |       |
| 2001                                         | "In the Late Night Hour" (featuring Pusha T)                                                     | —      | —   | —  | —                     |                 | Greatest Hits                        |       |
| 2006                                         | "Chrome & Paint" (featuring WC)                                                                  | —      | —   | —  | —                     |                 | Laugh Now, Cry Later                 |       |
| 2006                                         | "Why We Thugs"                                                                                   | 92     | 110 | —  | —                     |                 | Laugh Now, Cry Later                 |       |
| 2006                                         | "Go to Church" (featuring Snoop Dogg & Lil Jon)                                                  | 121    | 67  | 25 | —                     |                 | Laugh Now, Cry Later                 |       |
| 2008                                         | "Gangsta Rap Made Me Do It"                                                                      | —      | 91  | —  | —                     |                 | Raw Footage                          |       |
| 2008                                         | "Do Ya Thang"                                                                                    | 115    | —   | —  | —                     |                 | Raw Footage                          |       |
| 2008                                         | "Why Me?" (featuring Musiq Soulchild)                                                            | —      | —   | —  | —                     |                 | Raw Footage                          |       |
| 2010                                         | "I Rep That West" (featuring JIGG)                                                               | —      | —   | —  | —                     |                 | I Am the West                        |       |
| 2010                                         | "Drink the Kool-Aid"                                                                             | —      | —   | —  | —                     |                 | I Am the West                        |       |
| 2010                                         | "She Couldn't Make It on Her Own" (featuring Doughboy & OMG)                                     | —      | —   | —  | —                     |                 | I Am the West                        |       |
| "—" significa lançamentos que não pontuaram. |                                                                                                  |        |     |    |                       |                 |                                      |       |

## Participações
- 2Pac
  - 1993: "Last Wordz" (featuring Ice Cube & Ice-T)

- Allfrumtha I
  - 1998: "Dopest on tha Planet" (featuring Ice Cube & Mack 10)

- Anotha Level
  - 1994: "Level-N-Service" (featuring Ice Cube)

- Ant Banks
  - 1997: "Big Thangs" (featuring Ice Cube & Too Short)

- Chris Rock
  - 1999: "NYPD" (featuring Ice Cube & Horatio Sanz)

- David Bowie
  - 1997: "I'm Afraid of Americans" (featuring Ice Cube)

- Daz Dillinger
  - 2011: "Iz You Ready To Die" (featuring Ice Cube)

- Del tha Funkee Homosapien
  - 1991: "Hoodz Come in Dozens" (featuring Ice Cube)

- DJ Felli Fel
  - 2010: "Lakers Anthem" (featuring Ice Cube, Ray J, Chino XL, Roscoe Umali, Lil Rob & New Boyz)

- DJ Quik
  - 2011: "Boogie Till You Conk Out" (featuring Ice Cube)

- E-40
  - 2000: "Behind Gates" (featuring Ice Cube)

- E-A-Ski
  - 1997: "Earthquake" (featuring Ice Cube)
  - 2011: "Please" (featuring Ice Cube)

- Erick Sermon
  - 1993: "The Ill Shit" (featuring Ice Cube & Kam)

- Game
  - 2006: "My Lowrider" (featuring Paul Wall, WC, E-40, Chingy, Techniec, Crooked I, Lil Rob & Ice Cube)
  - 2008: "State of Emergency" (featuring Ice Cube)

- Jayo Felony
  - 1998: "J.A.Y.O. - Justice Against Y'all Oppressors" (featuring Ice Cube & E-40)

- K-Dee
  - 1994: "Thought I Saw a Pussy Cat" (featuring Ice Cube & Bootsy Collins)

- Kam
  - 1993: "Watts Riot" (featuring Ice Cube)

- King Tee
  - 1990: "Played Like a Piano" (featuring Ice Cube)
  - 1993: "A Hoe B-4 tha Homie" (featuring Ice Cube)

- Kool G Rap
  - 1992: "Two to the Head" (featuring Ice Cube, Scarface & Bushwick Bill)

- Korn
  - 1998: "Children of the Korn" (featuring Ice Cube)

- Lil Jon
  - 2004: "Real Nigga Roll Call" (featuring Ice Cube)
  - 2004: "Grand Finale" (featuring Bun B, Jadakiss, Nas, T.I. & Ice Cube)
  - 2010: "Killas" (featuring Game, Elephant Man, Ice Cube & Whole Wheat Bread)

- Mack 10
  - 1995: "Foe Life" (featuring Ice Cube)
  - 1995: "10 Million Ways" (featuring Ice Cube)
  - 1995: "Westside Slaughterhouse" (featuring Ice Cube & WC)
  - 1997: "The Guppies" (featuring Ice Cube)
  - 1997: "Only in California" (featuring Ice Cube & Snoop Dogg)
  - 1998: "Ghetto Horror Show" (featuring Ice Cube & Jayo Felony)
  - 1998: "Should I Stay or Should I Go" (featuring Ice Cube & Korn)
  - 2000: "Nobody" (featuring Ice Cube, WC & Timbaland)
  - 2000: "Tha Weekend" (featuring Ice Cube & Techniec)
  - 2001: "Connected For Life" (featuring Ice Cube, WC & Butch Cassidy)
  - 2002: "What You Gone Do?" (featuring Ice Cube)
  - 2003: "Lights Out" (featuring Ice Cube, WC & Knoc-turn'al)

- Master P
  - 1997: "Bangin'" (featuring Ice Cube, Mack 10 & WC)

- MC Eiht
  - 1999: "III: Tha Hood Way" (featuring Ice Cube & Mack 10)

- MC Ren
  - 1998: "Comin' After You" (featuring Ice Cube)

- Mr. Mike
  - 1996: "Wicked Wayz" (featuring Ice Cube)

- Mr. Short Khop
  - 2001: "Short Khop & the Brain" (featuring Ice Cube)
  - 2001: "Flashbacks" (featuring Ice Cube)
  - 2001: "My Loved One (remix)" (featuring Ice Cube)
  - 2001: "One Way to Win" (featuring Ice Cube & Mack 10)

- Public Enemy
  - 1990: "Burn Hollywood Burn" (featuring Ice Cube & Big Daddy Kane)

- Road Dawgs
  - 1999: "Murderfest 99" (featuring Boo Kapone, Ice Cube, MC Eiht, Mack 10 & Boobie)
  - 1999: "You Ain't Know" (featuring Ice Cube, Mack 10, Young Pretty & Q.S.-Bandit)

- Scarface
  - 1994: "Hand of the Dead Body" (featuring Ice Cube & Devin the Dude)
  - 1997: "Game Over" (featuring Dr. Dre, Ice Cube & Too Short)
  - 1998: "The Geto" (featuring Willie D, Ice Cube & K.B.)
  - 2006: "Definition of Real" (featuring Z-Ro & Ice Cube)

- Sister Souljah
  - 1992: "Killing Me Softly: The Deadly Code of Silence" (featuring Ice Cube)

- Snoop Dogg
  - 2000: "Set It Off" (featuring MC Ren, The Lady of Rage, Nate Dogg & Ice Cube)
  - 2006: "L.A.X" (featuring Ice Cube)
  - 2010: "Blasten!!!" (featuring MC Eiht & Ice Cube)

- Spider Loc
  - 2007: "Big Blacc Boots" (featuring Ice Cube)

- Tech N9ne
  - 2008: "Blackboy" (featuring Brother J, Ice Cube & Krizz Kaliko)

- Terminator X
  - 1994: "Sticka" (featuring Chuck D, Ice Cube, Ice-T & MC Lyte)

- The D.O.C.
  - 1989: "The Grand Finale" (featuring Ice Cube, MC Ren & Eazy-E)
  - 2003: "The Shit" (featuring MC Ren, Six Two, Ice Cube & Snoop Dogg)

- The Notorious B.I.G.
  - 1999: "If I Should Die Before I Wake" (featuring Ice Cube, Beanie Sigel & Black Rob)

- Too Short
  - 1990: "Ain't Nuthin' But a Word to Me" (featuring Ice Cube)

- Trick-Trick
  - 2008: "Let it Fly" (featuring Ice Cube)

- Warren G
  - 2005: "Get U Down Part 2" (featuring B-Real, Side Effect, Snoop Dogg & Ice Cube)

- WC
  - 1998: "Can't Hold Back" (featuring Ice Cube)
  - 1998: "Like That" (featuring Ice Cube, Daz Dillinger & CJ Mac)
  - 1998: "Cheddar" (featuring Ice Cube & Mack 10)
  - 2002: "Walk" (featuring Ice Cube & Mack 10)
  - 2002: "Wanna Ride" (featuring Ice Cube & MC Ren)
  - 2007: "This Is Los Angeles" (featuring Ice Cube)
  - 2007: "Paranoid" (featuring Ice Cube)
  - 2007: "Guilty by Affiliation" (featuring Ice Cube)
  - 2007: "Keep It 100" (featuring Ice Cube)
  - 2007: "If You See a Bad Bitch" (featuring Ice Cube)
  - 2007: "Look At Me" (featuring Ice Cube)
  - 2007: "80's Babies" (featuring Ice Cube)
  - 2007: "Addicted to It" (featuring Ice Cube)
  - 2011: "You Know Me" (featuring Ice Cube & Young Maylay)

- WC and the Maad Circle
  - 1995: "West Up!" (featuring Mack 10 & Ice Cube)

- Willie D
  - 1994: "Play Witcha Mama" (featuring Ice Cube)

- Yo-Yo
  - 1991: "You Can't Play with My Yo-Yo" (featuring Ice Cube)
  - 1991: "What Can I Do?" (featuring Ice Cube)
  - 1993: "The Boonie and Clyde Theme" (featuring Ice Cube)
  - 1996: "Bonnie and Clyde II" (featuring Ice Cube)